# Stafford Smythe
Pour les articles homonymes, voir Smythe.
Stafford Smythe, né le 15 mars 1921 à Toronto, en Ontario au Canada, et mort le 13 octobre 1971, est un gestionnaire canadien de hockey sur glace. Il est le fils de Conn Smythe, figure emblématique de l'histoire de la Ligue nationale de hockey.
En 1957, son père l'a nommé à la présidence d'un comité de sept membres pour prendre en charge les opérations hockey des Maple Leafs de Toronto. Un peu plus de quatre ans plus tard, avec la participation de deux membres du comité, Harold Ballard et John Bassett, il devenait propriétaire majoritaire et président de l'équipe et du Maple Leaf Gardens. Pendant les six premières saisons avec les nouveaux propriétaires, les Maple Leafs ont gagné la Coupe Stanley à quatre reprises. 
À la suite d'une enquête de la Gendarmerie royale du Canada, Stafford Smythe et Harold Ballard ont été accusés d’avoir détourné de l’argent des fonds du Maple Leaf Gardens pour la rénovation de résidences et pour d’autres dépenses personnelles. Smythe a succombé à un ulcère douze jours avant de subir son procès pour fraude et évasion fiscale. Le trophée remis annuellement au joueur par excellence du tournoi de la Coupe Memorial a été nommé en son honneur. 